# 東洋ショー劇場
東洋ショー劇場（とうようショーげきじょう）は、大阪府大阪市北区池田町にあるストリップ劇場。客席数87席。
経営は東洋興業。同じく東洋興業の経営により、往時は仙台市、松戸市、川崎市、宇都宮市、美作町（現美作市）、北九州市、熊本市、菊池市、鹿児島市など日本中に同名の劇場が多数存在していたが、現在は同劇場のみが存在している。

## 歴史

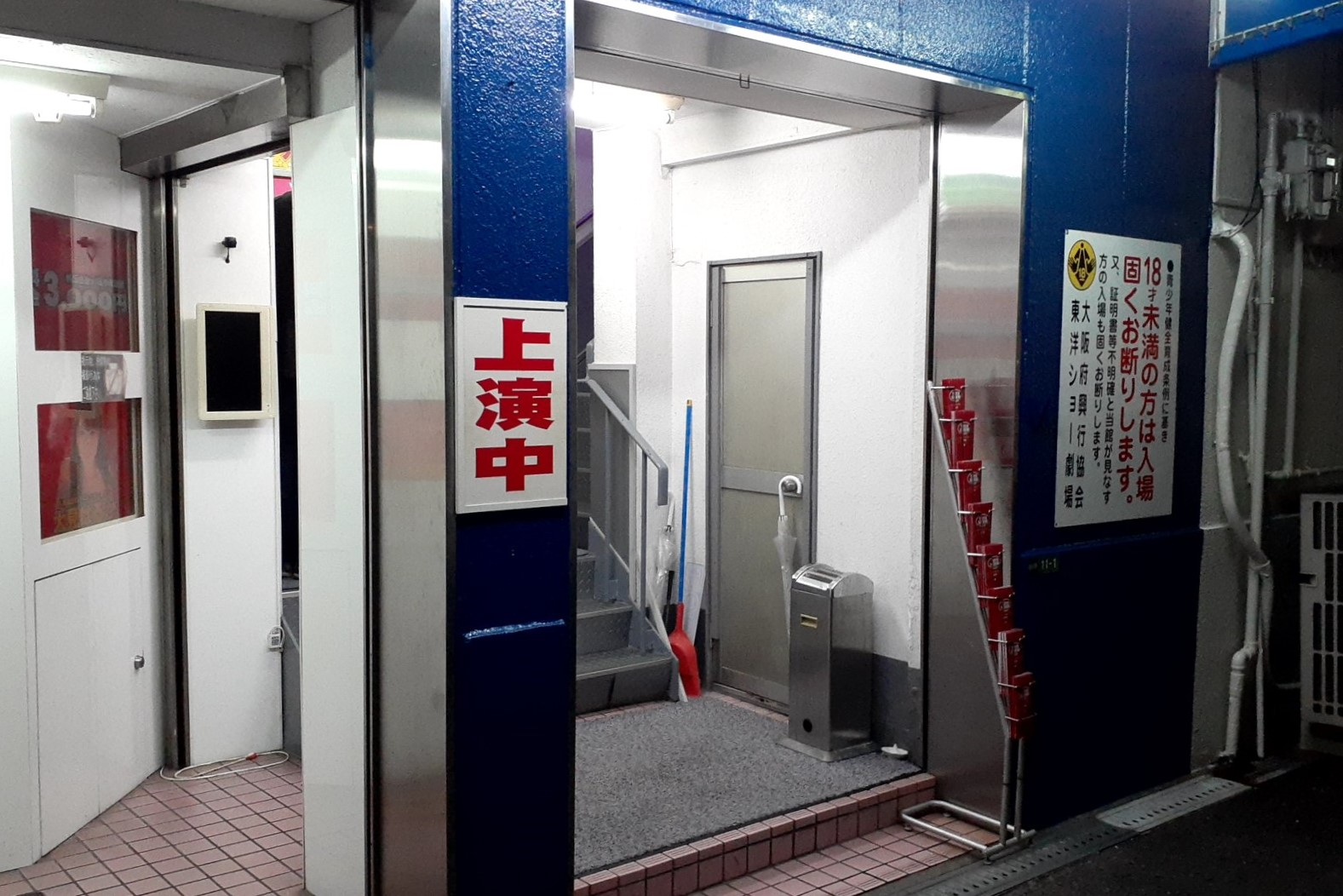
建物の入口

1964年2月1日に開館した。『週刊実話』は地元風俗誌記者の話として、「1985年に営業を開始した」としている。
2001年4月26日にはアダルトビデオ女優の黒沢愛が東洋ショー劇場でデビューした。
2007年6月26日には警察の摘発を受け、遠野こころ、綾瀬夏樹、黒崎優、聖京香、水野美香、灘ジュンらが公然わいせつ罪で逮捕された。同年11月には行政処分によって8か月間の営業停止処分を受けた。2012年11月3日には警察の摘発を受け、伊吹千夏、羽鳥かのん、従業員、観客10人が公然わいせつの現行犯で逮捕された。
2019年6月28日と29日にG20大阪サミットが開催された際には、東大阪市の晃生ショー劇場とともに2日間の休業を実施した。
2024年11月20日に大阪府曽根崎警察署の摘発を受け、経営者とダンサーら男女10人が公然わいせつの現行犯で逮捕された。その後、2025年5月8日から2026年1月7日までの8カ月の営業停止処分を受けた。

## 特色
ロック座と同様にアダルトビデオ女優経験者、及び現役アダルトビデオ女優の踊り子が複数在籍していることでも知られる。

## 交通アクセス
- JR西日本大阪環状線天満駅から徒歩約5分
- Osaka Metro堺筋線・谷町線・阪急千里線天神橋筋六丁目駅から徒歩約6分